# Gazprom Export
Gazprom Export (ros. ООО «Газпром экспорт») – rosyjskie przedsiębiorstwo z siedzibą w Petersburgu. Głównym przedmiotem działalności jest eksport gazu ziemnego. Jest spółką w 100% należącą do PAO Gazprom.
Gazprom Export występuje w relacjach z PAO Gazprom z partnerami zagranicznymi w roli pośrednika.
W 2021 r. Gazprom Export uzyskał przychody w wysokości 22,3 mld rubli.
28 września 2022 Gazprom Export został wpisany w Polsce na listę osób i podmiotów objętych sankcjami Ministerstwa Spraw Wewnętrznych i Administracji.